# Катастрофа Boeing 767 біля Коморських островів
Аварійна посадка Boeing 767 біля Коморських островів — велика авіаційна катастрофа, що сталася в суботу 23 листопада 1996 року. Авіалайнер Boeing 767-260ER національної авіакомпанії Ефіопії Ethiopian Airlines виконував плановий рейс ET961 за маршрутом Аддис-Абеба — Найробі — Браззавіль — Лагос — Абіджан, але через 20 хвилин після зльоту був захоплений трьома молодими терористами-ефіопами, що шукали політичний притулок в Австралії, куди вони змусили перенаправити літак. Але капітан літака обдурив трьох викрадачів, і літак весь час летів вздовж берегів Африки. Через майже 4 години польоту у літака закінчилося пальне і він здійснив вимушену аварійну посадку в Індійському океані за 457 метрів від узбережжя острова Ндзазіджа (Коморські острови) через вироблення авіапального, після якого зруйнувався і пішов під воду. Авіакатастрофа буля знята на відео одним із відпочиваючих на пляжі. Зі 175 осіб, що знаходилися на його борту (163 пасажири і 12 членів екіпажу), вижили 50 (з них тільки четверо не отримали поранень). Всі викрадачі загинули.
До терактів 11 вересня 2001 року цей випадок викрадення літака вважався найсмертоноснішим авіаінцидентом даного характеру.

## Літак

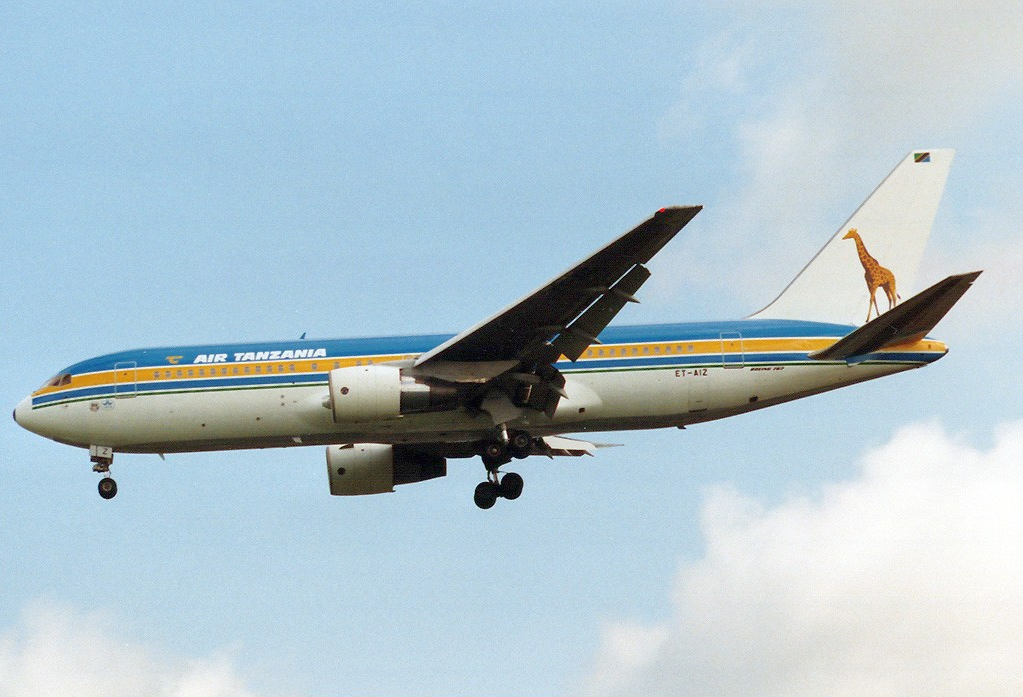
Літак, що зазнав катастрофи (в період експлуатації в Air Tanzania)

Boeing 767-260ER (реєстраційний номер ET-AIZ, заводський 23916, серійний 187) був випущений у 1987 році (перший політ здійснив 17 вересня під тестовим б/н N6009F). 22 жовтня того ж року судно було передано авіакомпанії Ethiopian Airlines, у якій отримало бортовий номер ET-AIZ та ім'я Zulu. З 24 травня 1991 року по 17 лютого 1992 року літак здавався в лізинг авіакомпанії Air Tanzania. Оснащений двома турбовентиляторними двигунами Pratt & Whitney JT9D-7R4E. На день катастрофи 9-річний авіалайнер здійснив 12 623 цикли «зліт — посадка» і налітав 32 353 год.

## Екіпаж і пасажири
До складу екіпажу входило 2 пілоти (Капітан Лейл Абате і другий пілот Йонас Мекурія), 9 стюардів, і 1 авіамеханік.
Серед пасажирів були члени 35 різних націй:
| Громадянство людей на борту | Громадянство людей на борту | Громадянство людей на борту | Громадянство людей на борту |
| Громадянство                | Пасажири                    | Екіпаж                      | Всього                      |
| --------------------------- | --------------------------- | --------------------------- | --------------------------- |
| Австрія                     | 1                           | 0                           | 1                           |
| Бельгія                     | 1                           | 0                           | 1                           |
| Бенін                       | 2                           | 0                           | 2                           |
| Велика Британія             | 7                           | 0                           | 7                           |
| Угорщина                    | 1                           | 0                           | 1                           |
| Німеччина                   | 1                           | 0                           | 1                           |
| Джибуті                     | 2                           | 0                           | 2                           |
| Єгипет                      | 1                           | 0                           | 1                           |
| Заїр                        | 1                           | 0                           | 1                           |
| Індія                       | 20                          | 0                           | 20                          |
| Ізраїль                     | 8                           | 0                           | 8                           |
| Ємен                        | 1                           | 0                           | 1                           |
| Камерун                     | 2                           | 0                           | 2                           |
| Канада                      | 1                           | 0                           | 1                           |
| Кенія                       | 14                          | 0                           | 14                          |
| Китай                       | 4                           | 0                           | 4                           |
| Республіка Конго            | 5                           | 0                           | 5                           |
| Кот-д'Івуар                 | 1                           | 0                           | 1                           |
| Південна Корея              | 1                           | 0                           | 1                           |
| Лесото                      | 1                           | 0                           | 1                           |
| Ліберія                     | 2                           | 0                           | 2                           |
| Малі                        | 12                          | 0                           | 12                          |
| Нігерія                     | 23                          | 0                           | 23                          |
| Пакистан                    | 1                           | 0                           | 1                           |
| Сомалі                      | 1                           | 0                           | 1                           |
| США                         | 5                           | 0                           | 5                           |
| Сьєрра-Леоне                | 1                           | 0                           | 1                           |
| Швейцарія                   | 1                           | 0                           | 1                           |
| Швеція                      | 2                           | 0                           | 2                           |
| Шрі-Ланка                   | 9                           | 0                           | 9                           |
| Уганда                      | 1                           | 0                           | 1                           |
| Україна                     | 4                           | 0                           | 4                           |
| Франція                     | 4                           | 0                           | 4                           |
| Чад                         | 1                           | 0                           | 1                           |
| Ефіопія                     | 7                           | 12                          | 19                          |
| Японія                      | 2                           | 0                           | 2                           |
| Всього                      | 163                         | 12                          | 175                         |

## Розслідування
Розслідування причин катастрофи рейсу ET961 проводило Агентство цивільної авіації Ефіопії (ECAA) за участю Відділу розслідування авіаційних подій Великої Британії (AAIB).
Остаточний звіт розслідування ECAA було опубліковано 4 травня 1998 року.

Слідчий комітет встановив, що причиною цієї аварії було незаконне втручання викрадачів, що призвело до втрати тяги двигунів через вироблення палива. Оригінальний текст (англ.)
The Investigation Committee determines that the cause of this accident був unlawful interference by hijackers which resulted in loss of engines thrust due to fuel exhaustion. 

## Культурні аспекти
- Приводнення рейсу 961 показано в 3 сезоні канадського документального телесеріалу від National Geographic «Розслідування авіакатастроф» в епізоді «Викрадення літака в Африці».
- Також про рейс 961 розповідається в американському документальному телесеріалі від MSNBC «Чому розбиваються літаки» в епізоді «Приготуватися до удару».